# Junior Sambia
Salomon Sambia, meglio noto come Junior Sambia (Lione, 7 settembre 1996), è un calciatore francese, di ruolo centrocampista o difensore, attualmente svincolato.

## Biografia
Il 20 aprile 2020 è ricoverato al Centro ospedaliero universitario di Montpellier per una grave gastroenterite, risultando negativo al tampone del COVID-19. L'aggravarsi delle condizioni di salute, con l'insorgenza di difficoltà respiratorie, lo costringono al trasferimento in terapia intensiva in stato di coma artificiale. Il nuovo tampone del COVID-19 dà stavolta esito positivo. Sambia è uscito dal coma (oltre che dalla malattia) a inizio maggio.

## Caratteristiche tecniche
Centrocampista duttile, dalla spiccata propensione offensiva, è stato impiegato come mezzala destra al Niort per poi tornare ad agire da trequartista nel Montpellier.

## Carriera

### Club

#### Niort
Cresciuto nei settori giovanili di Olympique Lione e Mâcos, nell'estate 2013 approda al Niort. Trascorsa la prima stagione nella squadra riserve, compie il debutto da professionista il 12 settembre 2014 nella partita di Ligue 2 persa dal Niort a Digione, lasciando il campo dopo un'ora di gioco. Nel dicembre 2015 firma il primo contratto da professionista.

#### Montpellier
Il 23 agosto 2017 è annunciato il suo passaggio al Montpellier in prestito con diritto di riscatto. Indossa la maglia numero 6. Esordisce in Ligue 1 tre giorni dopo nella trasferta a Digione, lo stesso avversario contro cui debuttò al Niort, subentrando a Mbenza al 73'. Il 16 settembre disputa sul campo del Troyes il primo incontro da titolare. Il 20 gennaio 2018 realizza contro il Tolosa, su calcio di punizione, il suo primo gol nel massimo campionato francese. Chiude la prima stagione al Montpellier con 28 presenze, di cui 16 da titolare, in campionato. L'MHSC esercita il diritto di riscatto.
Nella stagione 2018-2019 è penalizzato dall'acquisto del centrocampista Mollet, giocando titolare appena 7 partite su 30. L'allenatore Der Zakarian riferisce di aver avuto una discussione con il giocatore, chiedendogli "una maggior applicazione in allenamento per poter pretendere di giocare".

#### Salernitana
Il 19 luglio 2022, dopo non avere rinnovato il contratto con il Montpellier, si accasa da svincolato alla Salernitana, in Serie A, con cui firma un contratto quadriennale. Il 14 agosto esordisce con i campani e in massima serie nella partita casalinga con la Roma, persa per 1-0, subentrando nella ripresa. Durante lo svolgimento del campionato, il giocatore si ritroverà a essere relegato in panchina per molteplici volte, venendo impiegato più volte a gara in corso. Termina la sua prima annata in granata totalizzando 22 presenze. 
Inizia la stagione 2023-2024 facendo il proprio debutto in Coppa Italia contro la Ternana. In quest'annata, rispetto a quella precedente, si ritrova a scendere in campo con minor continuità. Nel girone d'andata il francese si ritroverà a scendere in campo in sole 2 occasioni, per poi venire impiegato con maggior costanza in quello di ritorno. Termina l'annata mettendo a segno la sua prima rete in granata contro il Milan a San Siro.

#### Empoli
Il 30 agosto 2024, viene ceduto in prestito secco per una stagione all'Empoli, di nuovo in Serie A. Debutta ufficialmente con i toscani il 24 settembre, in un match contro il Torino valido per il secondo turno preliminare di Coppa Italia. Esordisce in campionato il 30 ottobre seguente, nel match casalingo perso contro l'Inter. Utilizzato principalmente come riserva, termina la stagione con 17 presenze e con il club retrocesso in Serie B dopo quattro anni. Tornato inizialmente alla base, l'11 luglio 2025 rescinde ufficialmente il proprio contratto con la Salernitana.

## Statistiche

### Presenze e reti nei club
Statistiche aggiornate al 25 maggio 2025.
| Stagione           | Squadra            | Campionato         | Campionato | Campionato | Coppe nazionali | Coppe nazionali | Coppe nazionali | Coppe continentali | Coppe continentali | Coppe continentali | Altre coppe | Altre coppe | Altre coppe | Totale | Totale |
| Stagione           | Squadra            | Comp               | Pres       | Reti       | Comp            | Pres            | Reti            | Comp               | Pres               | Reti               | Comp        | Pres        | Reti        | Pres   | Reti   |
| ------------------ | ------------------ | ------------------ | ---------- | ---------- | --------------- | --------------- | --------------- | ------------------ | ------------------ | ------------------ | ----------- | ----------- | ----------- | ------ | ------ |
| 2014-2015          | Niort              | L2                 | 5          | 0          | CF+CdL          | 0               | 0               |                    | -                  | -                  |             | -           | -           | 5      | 0      |
| 2015-2016          | Niort              | L2                 | 31         | 2          | CF+CdL          | 2+0             | 0               |                    | -                  | -                  |             | -           | -           | 33     | 2      |
| 2016-2017          | Niort              | L2                 | 37         | 4          | CF+CdL          | 3+1             | 0               |                    | -                  | -                  |             | -           | -           | 41     | 4      |
| ago. 2017          | Niort              | L2                 | 3          | 0          | CF+CdL          | 0+1             | 0               |                    | -                  | -                  |             | -           | -           | 4      | 0      |
| Totale Niort       | Totale Niort       | Totale Niort       | 76         | 6          |                 | 7               | 0               |                    | -                  | -                  |             | -           | -           | 83     | 6      |
| ago. 2017-2018     | Montpellier        | L1                 | 28         | 1          | CF+CdL          | 2+4             | 1+1             |                    | -                  | -                  |             | -           | -           | 34     | 3      |
| 2018-2019          | Montpellier        | L1                 | 30         | 0          | CF+CdL          | 1+1             | 0               |                    | -                  | -                  |             | -           | -           | 32     | 0      |
| 2019-2020          | Montpellier        | L1                 | 17         | 1          | CF+CdL          | 3+2             | 0               |                    | -                  | -                  |             | -           | -           | 22     | 1      |
| 2020-2021          | Montpellier        | L1                 | 36         | 1          | CF              | 5               | 0               |                    | -                  | -                  |             | -           | -           | 41     | 1      |
| 2021-2022          | Montpellier        | L1                 | 30         | 1          | CF              | 3               | 0               |                    | -                  | -                  |             | -           | -           | 33     | 1      |
| Totale Montpellier | Totale Montpellier | Totale Montpellier | 141        | 4          |                 | 21              | 2               |                    | -                  | -                  |             | -           | -           | 162    | 6      |
| 2022-2023          | Salernitana        | A                  | 22         | 0          | CI              | 0               | 0               | -                  | -                  | -                  | -           | -           | -           | 22     | 0      |
| 2023-2024          | Salernitana        | A                  | 18         | 1          | CI              | 2               | 0               | -                  | -                  | -                  | -           | -           | -           | 20     | 1      |
| Totale Salernitana | Totale Salernitana | Totale Salernitana | 40         | 1          |                 | 2               | 0               |                    | -                  | -                  |             | -           | -           | 42     | 1      |
| 2024-2025          | Empoli             | A                  | 17         | 0          | CI              | 5               | 0               | -                  | -                  | -                  | -           | -           | -           | 22     | 0      |
| Totale carriera    | Totale carriera    | Totale carriera    | 274        | 11         |                 | 35              | 2               |                    | -                  | -                  |             | -           | -           | 309    | 13     |